# Acta (kerkelijke notulen)
Acta is de traditionele naam voor de officiële verslagen en besluiten van protestantse kerkelijke vergaderingen, zoals synodes, classes en kerkenraden. Vaak wordt in plaats van Acta de Nederlandse naam Handelingen gebruikt. 
Vanaf de negentiende eeuw is de naam Acta voor verslagen van classes en kerkenraden in onbruik geraakt en wordt meestal gesproken van notulen. Voor de synodes werd de aanduiding Handelingen gebruikt. Aan het eind van de negentiende eeuw werd binnen de verschillende gereformeerde kerkgenootschappen de term Acta weer gebruikt voor de besluiten van nationale en provinciale synodes. De reden hiervoor was dat men van mening was dat bij Handelingen de indruk werd gewekt dat de gang van zaken tijdens een vergadering zou worden weergegeven, terwijl in de acta  slechts besluiten behoren te worden opgetekend die officieel gezag in de kerk dragen. Ook notulen werd minder geschikt geacht als titel, aangezien die ook de hoofdpunten van de discussie bevatten, terwijl de acta geen discussie behoren weer te geven, maar alleen de gronden voor de genomen besluiten. Vanwege het definitieve karakter van de besluiten in de acta is de weergave van een discussie minder belangrijk dan bij verslagen van de vergaderingen van kerkenraden en classes. Hun besluiten zijn namelijk nog wel appellabel, dat wil zeggen dat men er tegen in beroep kan gaan bij een hogere kerkelijke vergadering.
Het bekendste voorbeeld van kerkelijke acta zijn de acta van de Nationale Synode van Dordrecht in 1618 en 1619. Maar ook de Gereformeerde Kerken, de Gereformeerde Kerken vrijgemaakt en de Christelijke Gereformeerde Kerken maakten en maken gebruik van acta voor het vastleggen van besluiten, die voor de hele kerk gelden.